# Planonasus
Planonasus ist eine Gattung kleiner Haie aus der Ordnung der Grundhaie (Carcharhiniformes). Die Gattung besteht aus zwei Arten. Planonasus parini wurde bisher nur bei der jemenitischen Insel Sokotra gefangen und Planonasus indicus kommt im nördlichen Indischen Ozean vor und wurde bisher an der Küste des indischen Bundesstaates Kerala, bei Sri Lanka und bei den nördlichen Malediven gefangen. Der Name der Gattung nimmt Bezug auf die flache Schnauze der Fische (lat. „planus“ = flach, „nasus“ = Nase).

## Merkmale
Planonasus-Arten sind kleine Tiefseehaie mit einem weichen, schlanken Körper. Die bisher gefangenen und untersuchten Exemplare waren 34 bis 64 cm lang. Der lange Kopf hat einen Anteil von 23,3 bis 26,7 % an der Gesamtlänge. Die Schnauze (bei Fischen der Abstand vom vorderen Rand der Augen bis zur Schnauzenspitze) ist abgeflacht hat einen Anteil von 7,3 bis 8,5 % an der Gesamtlänge. Eine Nickhaut ist nicht vorhanden oder nur rudimentär entwickelt. Die Spritzlöcher sind sehr groß und stehen annähernd senkrecht. Ihre Länge beträgt das 3 bis 6fache und ihre Höhe erreicht das 2 bis 6fache des Augendurchmessers. Das sehr große Maul ist winkelförmig und hat eine Breite von 80 bis 100 % der Kopfbreite. Im Oberkiefer befinden sich etwa 110 bis 122 Zahnreihen. Die Zähne sind heterodont viele sind zusammen kammartig, andere haben drei oder fünf Spitzen. Im Unterkiefer sind alle Zähne kammartig. Die Labialfurche und die vordere Labialfalte sind kurz. Die kleinen Placoidschuppen auf den Seiten des Rumpfes sind locker angeordnet und überlappen sich nicht. Auf einer Fläche von einem mm² befinden sich 7 bis 11 Schuppen. Die erste Rückenflosse liegt vor der Bauchflossenbasis, ist mittellang und hat die Form eines niedrigen Dreiecks mit einer abgerundeten oberen Spitze und einem scharf zugespitzten hinteren Ende. Die zweite Rückenflosse liegt über oder etwas hinter der Bauchflossenbasis. Sie ist etwa ebenso lang oder nur wenig kürzer als die erste, aber deutlich höher. Ein Interdorsalkamm ist nicht vorhanden. Der Abstand zwischen den Rückenflossen liegt bei 11,8 bis 15,1 % der Gesamtlänge. Die Afterflosse ist klein und niedrig. Sie liegt hinter der zweiten Rückenflosse. Der Schwanzstiel ist kurz. Er hat eine Länge von 4 bis 6,3 % der Gesamtlänge. Die Anzahl der Wirbel liegt bei 115 bis 140. Der Spiraldarm hat 12 Windungen.

## Arten
- Planonasus indicus Ebert, Akhilesh & Weigmann, 2018
- Planonasus parini Weigmann, Stehmann & Thiel, 2013, Typusart

## Belege
1. 1 2  Ebert, D. A., K. V. Akhilesh and S. Weigmann (2018): Planonasus indicus sp. n., a new species of pygmy false catshark (Chondrichthyes: Carcharhiniformes: Pseudotriakidae), with a revised diagnosis of the genus and key to the family. Marine Biodiversity, August 2018, DOI: 10.1007/s12526-018-0915-4